# Italia alla VII Universiade
L'Italia ha partecipato alla VII Universiade, tenutasi a Mosca nel 1973, conquistando un totale di otto medaglie.

## Medagliere per discipline
| Sport            | Oro | Argento | Bronzo | Totale |
| ---------------- | --- | ------- | ------ | ------ |
| Atletica leggera | 2   | 0       | 4      | 6      |
| Scherma          | 0   | 0       | 2      | 2      |
| Totale           | 2   | 0       | 6      | 8      |

### Dettaglio
| Sport            | Oro                       | Argento                        | Bronzo                     |
| ---------------- | ------------------------- | ------------------------------ | -------------------------- |
| Atletica leggera | Pietro Mennea (200 m)     |                                | Pietro Mennea (100 m)      |
| Atletica leggera | Paola Pigni (1500 m)      | Enzo Del Forno (salto in alto) |                            |
| Atletica leggera | Paola Pigni (1500 m)      | Staffetta 4×100 m              |                            |
| Atletica leggera | Paola Pigni (1500 m)      | Sara Simeoni (salto in alto)   |                            |
|                  |                           |                                |                            |
| Scherma          |                           |                                | Tommaso Montano (sciabola) |
| Scherma          | Squadra sciabola maschile |                                |                            |